# Peroxyde de potassium
Le peroxyde de potassium est un composé chimique de formule brute K2O2. Il se présente sous forme d'un solide jaune résultant notamment de l'oxydation du potassium à l'air libre, avec l'oxyde de potassium K2O et le superoxyde de potassium KO2. Il réagit avec l'eau pour former de l'hydroxyde de potassium KOH et de l'oxygène :
2 K2O2 + 2 H2O → 4 KOH + O2.